# Klarälven
Klarälven, la rivière claire en français, est une rivière du centre de la Scandinavie, partagée entre la Suède et la Norvège. Elle est historiquement importante pour les bénéfices économiques qu'elle a engendrés grâce au transport du bois par flottage et aujourd'hui en tant que cours d'eau propice à la pêche en eaux-vives. C'est la principale source du fleuve Göta älv, le plus important de Suède en termes de débit.

## Géographie
Klarälven prend sa source dans le lac Rogen, Härjedalen en Suède, puis se dirige en Norvège à Femunden où elle est appelée Femundelva puis Trysilelva quand elle traverse la municipalité de Trysil. La rivière était appelée Klarälven en Norvège jusqu'à la fin du XIXe siècle et les changements de dénomination du fleuve sont dus à un fort élan de nationalisme. Puis la rivière se dirige vers le sud, revient en Suède pour se jeter dans le lac Vänern près de Karlstad. Depuis la dernière glaciation, le delta de Klarälven s'est déplacé de Forshaga jusqu'à sa position actuelle à Karlstad et continue de se déplacer. Les grands méandres de Klarälven permettent la création de nombreux bras dès que la rivière trouve un moyen de raccourcir le méandre. Ainsi le delta de Klarälven est divisé en plusieurs branches, résultant des mouvements incessants de la rivière.

## Importance économique

### Pêche
Ces dernières années, Klarälven a obtenu une reconnaissance internationale pour son saumon atlantique, et sa truite, ces deux espèces étant recherchées par les pêcheurs à la mouche. Il y a des compétitions sportives et le prix d'un permis de pêche à la haute-saison peut atteindre 500 SEK par jour (environ 50€). Des mesures sont prises pour assurer le développement des poissons, incluant une taille minimale et un nombre maximal de prises mais aussi l'obligation de tuer les poissons indésirables comme le brochet.

### Tourisme
Outre la pêche, Klarälven est une très bonne rivière pour la baignade à condition de faire attention aux courants parfois dangereux que l'on trouve juste avant le delta. Le canoë et le rafting peuvent aussi se pratiquer sur la rivière.

### Transport du bois

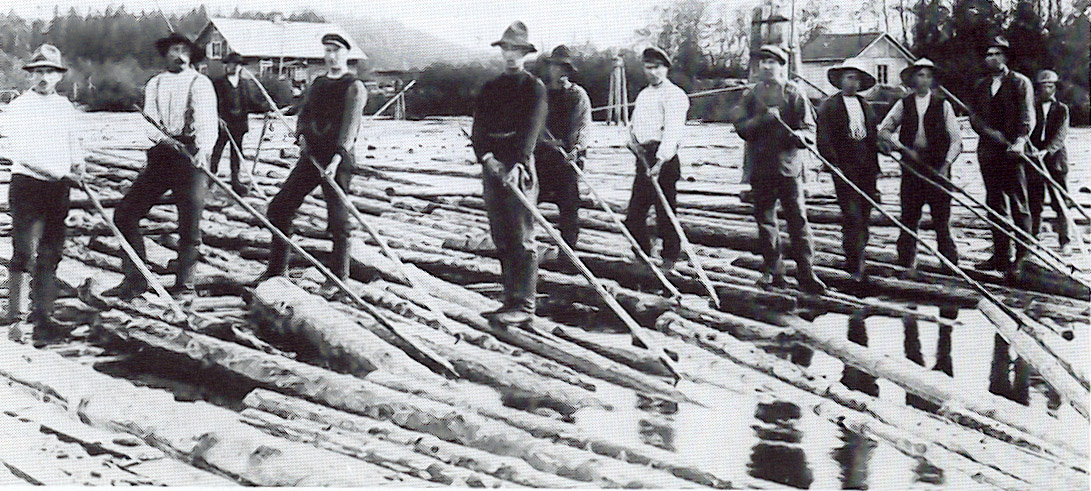
Travailleurs travaillant au point de separation Lusten, Forshaga, photo prise en 1918

Le flottage du bois sur Klarälven existe depuis le XVIIe siècle et a pris de l'importance au début du XXe siècle quand l'industrie du papier a commencé à se développer. Les troncs des arbres abattus étaient lancés dans la rivière où ils flottaient jusqu'au point de séparation à Forshaga. Ils étaient ensuite rassemblés par compagnie pour former une sorte de radeau, et ensuite conduits sur la rivière.
Jusqu'à 1500 personnes travaillaient ainsi, de façon saisonnière, payés par les industriels du papier et les possesseurs des forêts. Bien que le métier soit risqué, le personnel était qualifié et un seul accident a été reporté sur les 30 dernières années d'exploitation. Parmi les 19 bateaux Lusten utilisés pour apporter les radeaux jusqu'à leur destination finale, un seul est encore en activité, Lusten 8 qui sert d'attraction touristique. Le reste du matériel forme un musée du flottage du bois à Forshaga.